# Tasicsödzong

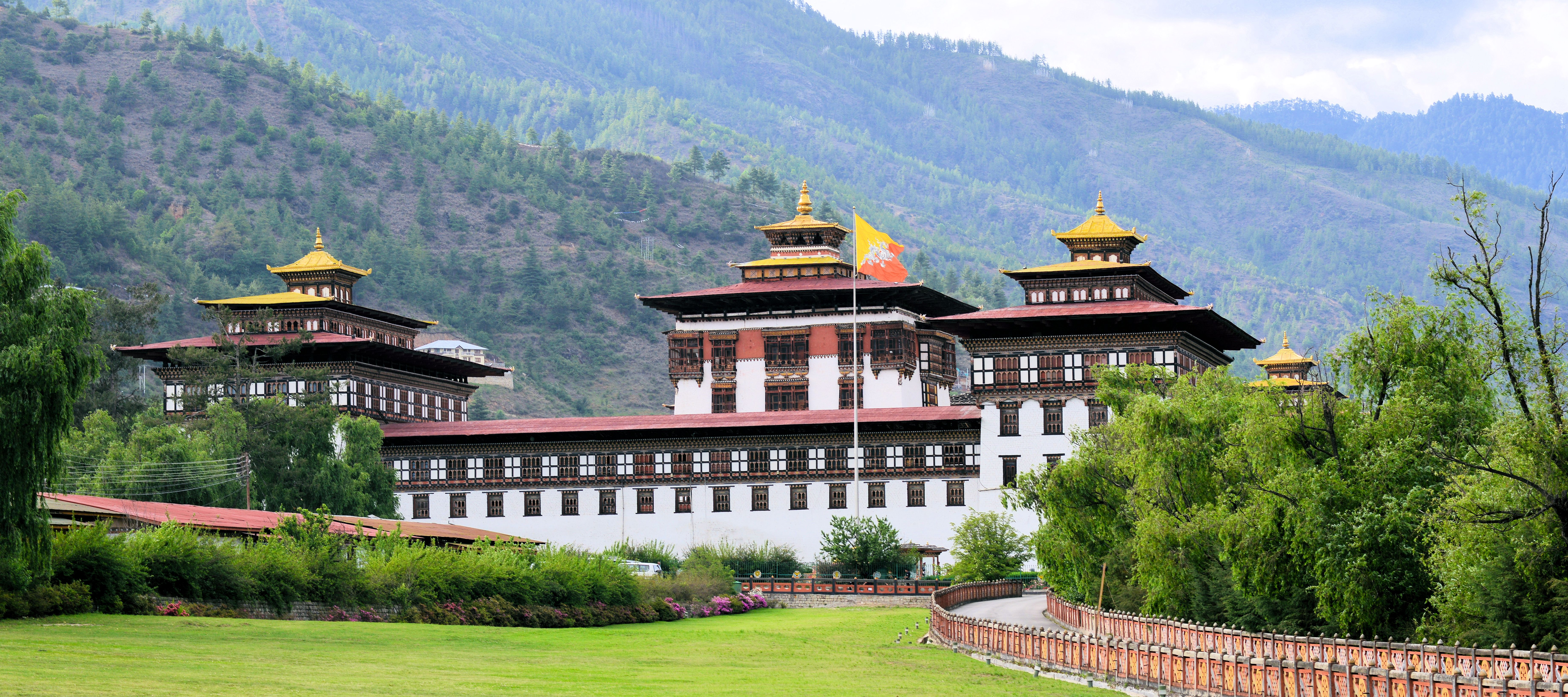
Déli oldalról

A Tasicsödzong (dzongkha: བཀྲ་ཤིས་ཆོས་རྫོང ; nyugati átírásban Tashichhoedzong vagy Tashichho Dzong) egy buddhista kolostor és erőd (dzong) Timpu városának északi szélén. Hagyományosan ez a Druk Desi, a bhutáni polgári kormány fejének székhelye. Itt van a bhutáni kormány székhelye és itt található a király trónterme, az irodái, a kabinet titkársága, valamint a bel- és pénzügyminisztérium. Néhány más kormányzati szerv a dzongtól délre található más épületekben, mások pedig Timphu új épületeiben találhatók.

## Története
Gyalwa Lhanangpa láma építtette az első így nevezett épületet 1216-ban. 1641-ben Bhután etnikai egyesítője, Shabdrung Ngawang Namgyal kisajátította, de túl kicsinek találta, és építtetett egy újat. Az eredeti 1771-ben leégett, és az új teljes mértékben átvette a szerepét, többször kibővítették. 1897-ben egy földrengés következtében megrongálódott, 1902-ben helyreállították. Dzsigme Dorji Vangcsuk király több mint öt évvel azután, hogy 1952-ben a jelenlegi fővárosba költözött, teljes mértékben felújította és kibővítette hagyományos módszerekkel, szögek és rögzített tervek használata nélkül.

## Igazgatási szerepe
1952 óta a kormány székhelyeként szolgál, jelenleg is itt található a király irodája és trónterme, a belügy- és pénzügyminisztérium. A többi kormányszervezet központja is a közelben van.